# Lüchow (Lauenburg)
Pour les articles homonymes, voir Lüchow.
Lüchow est une commune allemande de l'arrondissement du duché de Lauenbourg, dans le Land du Schleswig-Holstein.